# Cyrtandra taitensis
Cyrtandra taitensis är en tvåhjärtbladig växtart som beskrevs av Rich och Asa Gray. Cyrtandra taitensis ingår i släktet Cyrtandra och familjen Gesneriaceae. Inga underarter finns listade i Catalogue of Life.